# Alfredo De Luca
Alfredo De Luca (Roma, 9 agosto 1909 – Dukan, Etiopia, 13 agosto 1936) è stato un militare e aviatore italiano, decorato di medaglia d'oro al valor militare alla memoria durante le operazioni di stabilizzazione dell'Africa Orientale Italiana.

## Biografia

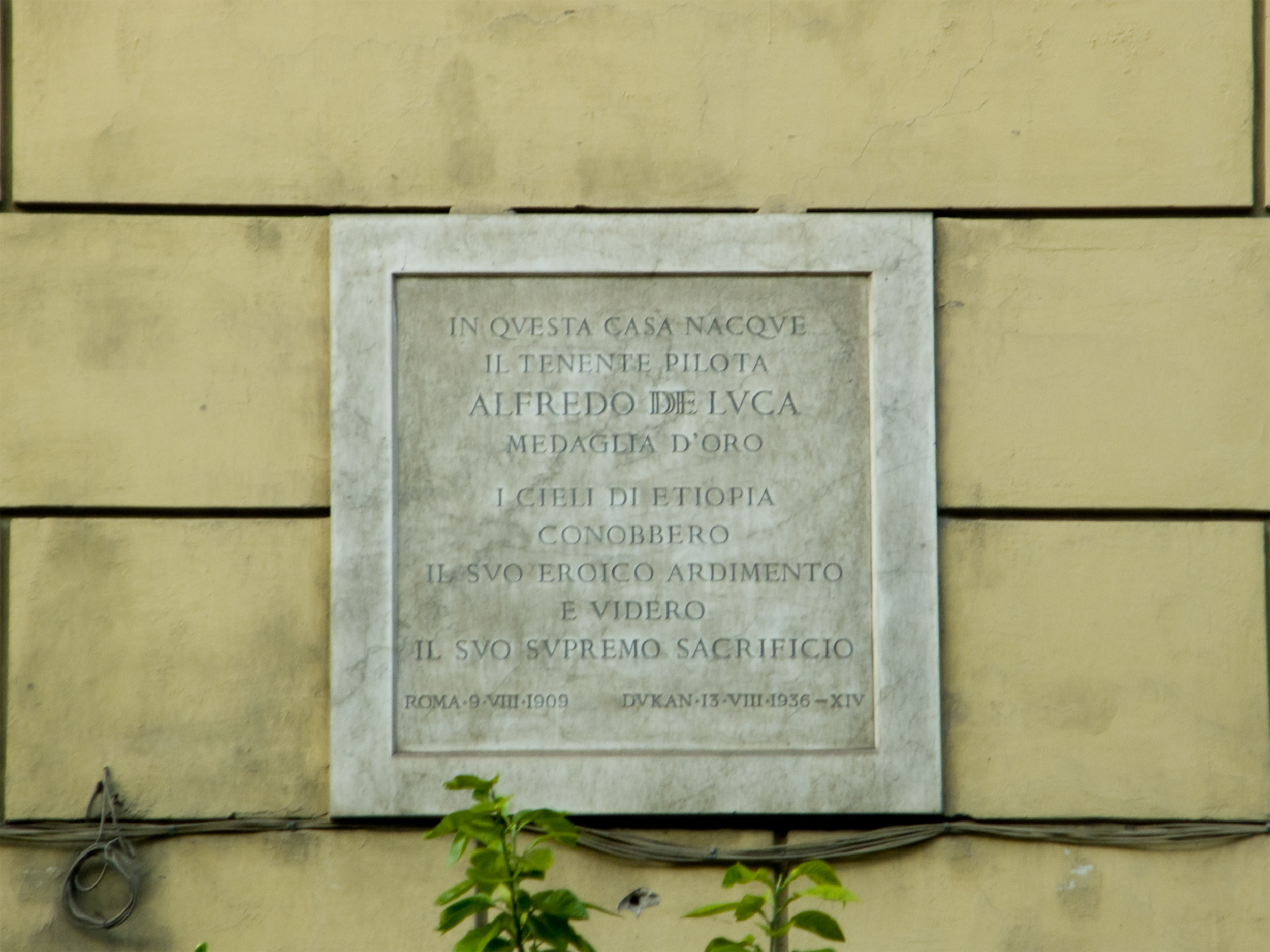
La targa sulla casa natale, a Roma, in Via XX Settembre, 42

Nacque a Roma il 9 agosto 1909, vivendo poi a Casa Lauro, un quartiere di Ischia. Nell'ottobre del 1929 fu arruolato nella Regia Aeronautica, venendo ammesso a frequentare la Regia Accademia Aeronautica di Caserta, uscendone con il grado si sottotenente in servizio permanente effettivo due anni dopo. Promosso tenente nel 1933, fu inviato a frequentare il corso di addestramento presso la Scuola caccia, passando poi in servizio presso il 7º Gruppo Autonomo Caccia Terrestre. Dal gennaio 1934 fu trasferito al 5º Stormo Assalto, e poi dal 1 giugno 1935 al 9º Stormo Bombardamento Terrestre di stanza all'Aeroporto di Ciampino ed equipaggiato con i bombardieri trimotori Savoia-Marchetti S.M.81 Pipistrello. Con lo scoppio della guerra d'Etiopia fu inviato, a domanda, presso l'Aeronautica dell'Africa orientale. Partito il 2 dicembre 1935 da Napoli, arrivò a Massaua il 16 dello stesso mese, assegnato alla 13ª Squadriglia, 26º Gruppo. Cadde in combattimento il 13 agosto del 1936, e per onorarne il coraggio gli fu assegnata la medaglia d'oro al valor militare alla memoria.

### Memoria
Ad Alfredo De Luca è intitolata una via a Roma, zona Torre Maura, una via a Ischia ed una a Castellammare di Stabia (NA).